# Rinari

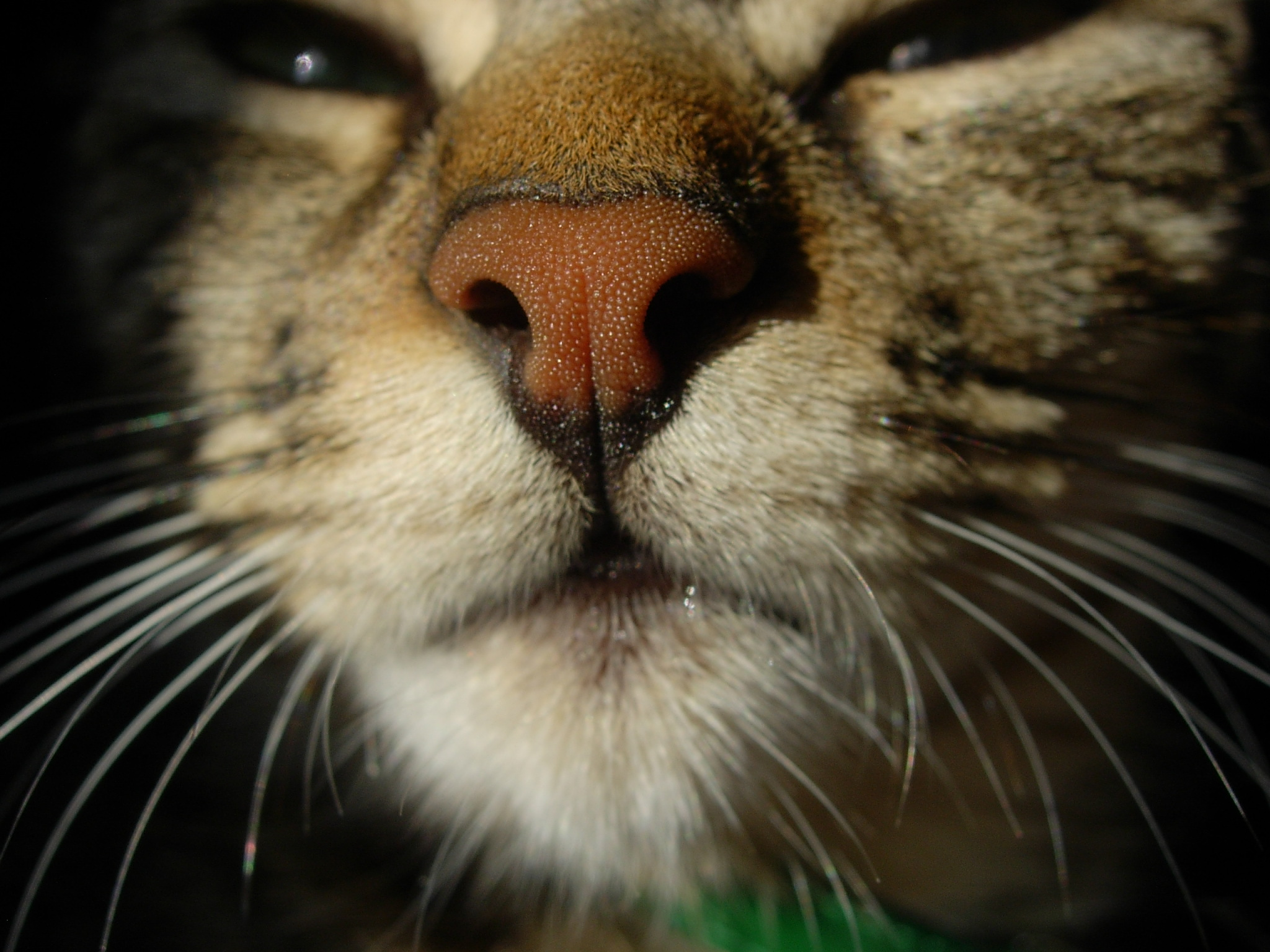
El rinari és present en mamífers com el gat.

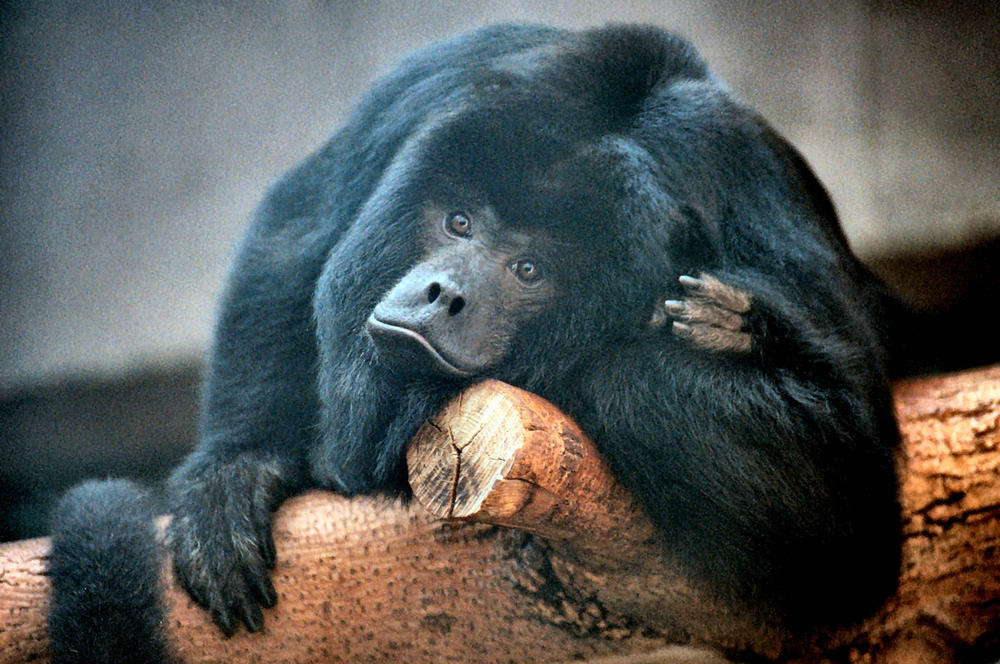
Els aluates són exemples d'haplorrins, els quals tenen narius simples i una llavi superior sec en lloc d'un rinari humit

El rinari o rhinarium (en català, 'pertanyent al nas') és la superfície sense pèl i humida que envolta els narius del nas de la majoria de mamífers. L'ús científic actual dels termes "musell humit" o "nas humit" és degut al seu aspecte humit i brillant. La ranura del centre, la qual arriba fins a la boca, és anomenada solc nasolabial.
Anatòmicament el rinari és una determinada part de l'olfacte. Ja sigui perquè ha evolucionat del sistema olfactiu principal i n'és part, el qual captura les olors transmeses, o del 'segon nas', el sistema olfactiu accessori, el qual capta més directament els productes químics de les solucions líquides, ha estat objecte de debat quina és la seva participació en el sistema olfactiu. Ankel-Simons considera el rinari com "una extensió externa de l'olfacte... pell que cobreix les fosses nasals, i que conté nervis receptors de l'olfacte i el facte". Si aquesta interpretació és vàlida, i el rinari amplia l'epiteli olfactiu (el teixit que recobreix les fosses nasals), aquest formaria part del sistema principal. En un punt de vista oposat, el solc nasolabial traça un camí que segueix per una ranura del llavi superior, a través d'un forat entre les primeres incisives i les premaxil·lars, al llarg d'una "ranura de la línia mitjana palatal" fins a "un canal que connecta amb el conducte de l'òrgan de Jacobson", part del sistema accessori. On d'una banda la humitat (mucositat) pot atrapar les molècules odoríferes del medi, de l'altra banda poden ser les restes d'un sistema de transmissió fluid de molècules de feromones. El rinari sol ser rugós per incrementar la superfície sensorial, però, en contra de l'opinió d'Ankel-Simons, no té "receptors olfactius" i no hi ha un camí clar fins al sistema principal.

## Funció
Els mamífers amb rinari tendeixen a tenir un sentit de l'olfacte més sensible. La pèrdua del rinari dels primats haplorrins està relacionada amb la disminució de la importància de l'olfacte, que està associada a altres trets derivats com un nombre reduït de cornets nasals. El rinari és molt útil en animals amb un bon sentit de l'olfacte donat que actua com a detector de la direcció del vent. Això els permet situar-se contra el vent alhora de caçar, per evitar ser detectat per una possible presa. Els receptors del fred de la pell responen al lloc on l'evaporació és major. Per tant, la detecció d'una olor particular està associada amb la direcció de la qual prové.

El rinari s'ha adaptat en els mamífers de diferents maneres, per tal d'assolir diferent objectius, en relació al nínxol ecològic al qual pertany. Els mamífers aquàtics han desenvolupat lòbuls contigus als narius, que els permeten tancar-los per bussejar. En el cas dels elefants, ha esdevingut un òrgan tàctil, mentre que en el de les morses, està cobert de cerres dures que el protegeixen mentre cerca mariscs. En altres mamífers el rinari sovint és una plataforma dura amb els narius als costats. En molts animals, la forma i el propòsit del rinari segueix sense estar clar.

## Relació amb la classificació

### Mamífers
El rinari és en general un tret típic dels mamífers, i és probable que estigués present en les primeres etapes evolutives.

### Primats
Els primats estan dividits, des d'un punt de vist filogènic, en estrepsirrins (primats de "nas arrissat" amb rinari, el qual és un tret ancestral) i haplorrins (primats de "nas llis" que han substituït el rinari per un llavi superior sec, continu i més mòbil).
Observeu que la divisió tradicional de prosimis parafilètics no es caracteritza per la presència de rinari, donada la seva absència en els tarsers, i que la pèrdua del rinari no és una sinapomorfia dels simis o antropoides, tot i compartir una simplesiomorfia amb el grup extern dels tarsers.